# The Nashville Sound
The Nashville Sound è il sesto album in studio di Jason Isbell, accreditato con la band 400 Unit. È stato prodotto da Dave Cobb, che ha anche prodotto i due precedenti dischi di Isbell: Southeastern del 2013 e Something More Than Free del 2015. L'album è stato pubblicato il 16 giugno 2017.
L'album ha fatto guadagnare a Isbell la sua prima nomination al CMA Award. È stato nominato per l'Album dell'anno durante la cerimonia 2017. Ha vinto il premio come miglior album americano ai Grammy Awards 2018 e come album internazionale dell'anno agli UK Americana Awards 2018. Inoltre, If We Were Vampires ha vinto il Grammy per la migliore canzone americana delle radici.
The Nashville Sound ha debuttato alla posizione numero 4 della US Billboard 200 con 54.000 unità equivalenti all'album, di cui 51.000 erano pure vendite di album. È la posizione più alta della classifica di Isbell. 

## Tracce
1. Last of My Kind – 4:22
2. Cumberland Gap – 3:24
3. Tupelo – 4:01
4. White Man's World – 3:56
5. If We Were Vampires – 3:35
6. Anxiety (writers: Jason Isbell, Amanda Shires) – 6:57
7. Molotov – 3:46
8. Chaos and Clothes – 3:34
9. Hope the High Road – 3:03
10. "Something to Love" – 3:39